# Challenger de La Serena
El  Challenger de La Serena fue un torneo categoría Challenger disputado en canchas de polvo de ladrillo. El evento se desarrollaba en el Club Serena Golf de La Serena desde el año 2005 y alcanzó a jugarse en otras dos ocasiones el 2007 y 2008. Al año siguiente lo reemplazó el Challenger de Iquique.
El primer jugador campeón fue el argentino Edgardo Massa.

## Resultados

### Individuales
| Año  | Campeones             | Finalistas           | Resultado    |
| ---- | --------------------- | -------------------- | ------------ |
| 2005 | Edgardo Massa         | Mariano Puerta       | 6-4 7-6(3)   |
| 2006 | No disputado          | No disputado         | No disputado |
| 2007 | Mariano Zabaleta      | Juan Pablo Brzezicki | 6-2 6-4      |
| 2008 | Rubén Ramírez Hidalgo | David Marrero        | 6-3 6-1      |

### Dobles
| Año  | Campeones                        | Finalistas                          | Resultado    |
| ---- | -------------------------------- | ----------------------------------- | ------------ |
| 2005 | Enzo Artoni Ramón Delgado        | Tomas Behrend Marcos Daniel         | 7-6(2) 6-4   |
| 2006 | No disputado                     | No disputado                        | No disputado |
| 2007 | Marc López Simone Vagnozzi       | Carlos Berlocq Brian Dabul          | 3-6 6-3 10-1 |
| 2008 | Nicolás Lapentti Eduardo Schwank | Sebastián Decoud Cristián Villagrán | 6-4, 6-0     |